# David Connolly (Skeletonpilot)
David Connolly (* 11. Juni 1980 in Heatherbrook) ist ein früherer irischer Skeletonsportler.
David Connolly begann 2002 mit dem Skeletonsport und gehörte seitdem auch dem Nationalkader seines Landes an. Sein erstes Rennen bestritt er im Januar 2003 in Igls im Rahmen des Weltcups und wurde 34. Es folgte die Teilnahme an der Skeleton-Anschubweltmeisterschaft 2003 in Groningen, bei der der Ire Siebter wurde. Ab Januar 2004 startete er im Skeleton-America’s-Cup, im Skeleton-Europacup und im Skeleton-Challenge-Cup. Im November 2005 erreichte er in Lake Placid mit einem 15. Platz sein bestes Resultat, im Europacup wurde ein 21. Platz im Dezember 2005 in Königssee sein bestes Ergebnis. Einen Monat später gewann er an selber Stelle ein Rennen im Challenge-Cup. Karriereende und zugleich Höhepunkt wurden die Olympischen Winterspiele 2006 von Turin, bei denen Connolly 20. wurde.